# Mielniki (obwód iwanofrankiwski)
Mielniki (ukr. Мельники, Melnyky) – wieś na Ukrainie, w obwodzie iwanofrankiwskim, w rejonie iwanofrankiwskim, w hromadzie Tłumacz. W 2001 roku liczyła 273 mieszkańców.
W II RP wieś należała do gminy Chocimierz w powiecie tłumackim, w województwie stanisławowskim.